# 函谷鉾

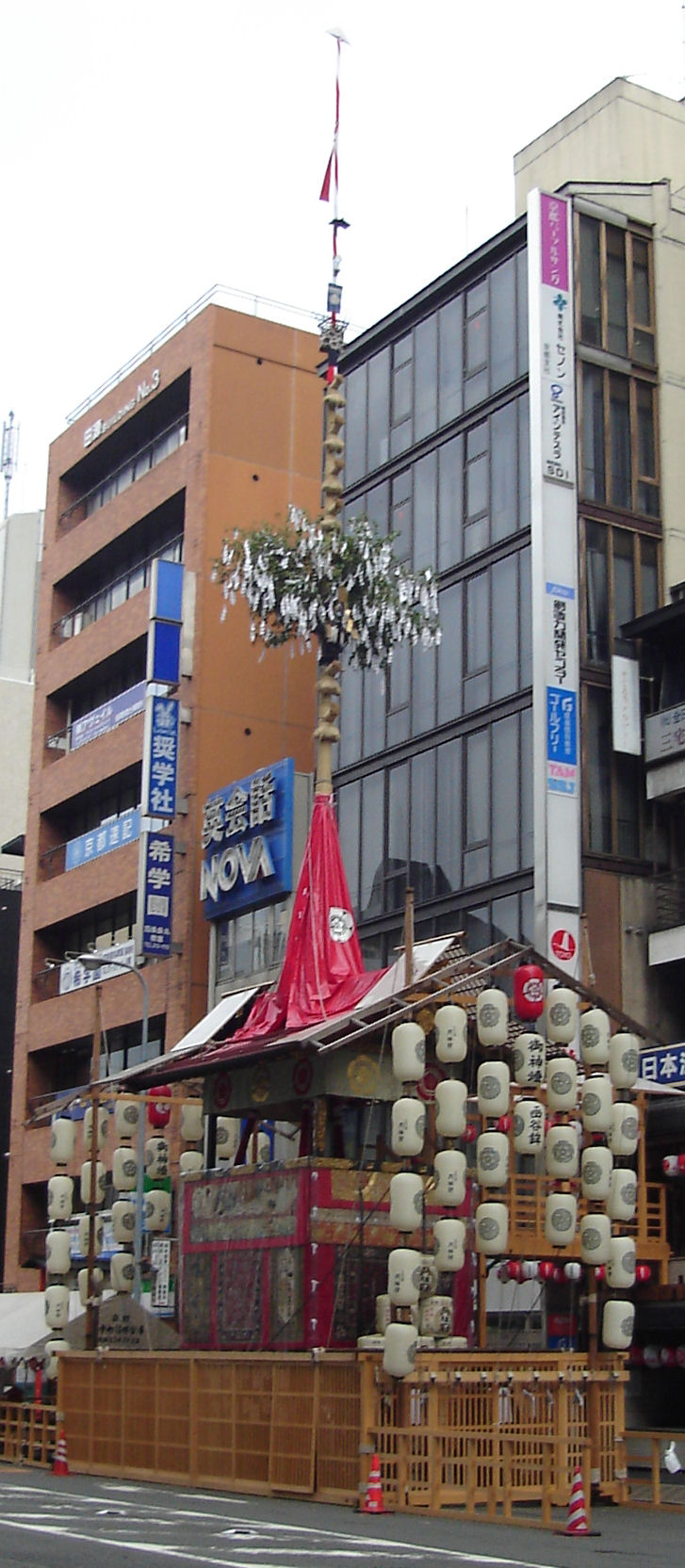
函谷鉾

函谷鉾（かんこぼこ、かんこほこ 他）は、京都市内で行われる祇園祭における山鉾の一つ。巡行の順番の決まっている「くじ取らずの鉾」である。7月17日（前祭）の山鉾巡行では、長刀鉾に次いで第二番目に巡行する鉾（山鉾全体の中では5番目）。山鉾町は四条烏丸西入ル函谷鉾町（下京区）。
地上から鉾頭までの高さ約24m、質量12トンである。車輪は直径1.86m・厚さ0.18mで、前後の車軸の間隔は4.75m、左右の車輪の間隔は2.37mである。鉾頭には山上に掛かる三日月。

## 由来
名の由来は、中国の戦国時代に斉の宰相を務めた孟嘗君（? - 前279年）が函谷関で、家来に鶏の鳴き声を真似させて関門を開かせ難を逃れたという故事（「鶏鳴狗盗」という成語の由来となった）による。鉾頭の三日月と山形は「函谷関の山稜にかかる三日月」を象徴し、「山中の闇」を意味している。真木の上端近くに祀られた「天王人形」は孟嘗君の像であり、その下には割竹と石垣模様の布で「関」が表現され、真鍮製（鍍金）の雌雄の鶏が祀られている（ただし、「関」に布が巻かれているために地上からは見えない）。

## 歴史
函谷鉾は応仁の乱（1467年 - 1477年）以前に起源を持つ。
天明の大火（1788年）では、ほかの多くの山鉾と同様に焼失した。その後約50年を経て天保10年（1839年）に再建されたのが、現在の函谷鉾である。

### 再建と稚児人形「嘉多丸君」
かつて祇園祭の鉾（船鉾・大船鉾を除くすべての鉾）には生身の稚児が乗っていたが、21世紀初頭現在は長刀鉾を除いて稚児人形が乗せられている（祇園祭#稚児参照）。最初に稚児人形を乗せたのが、天保10年（1839年）に再建された函谷鉾であった。
当時の函谷鉾町には町人が少なく（南側が松平阿波守（徳島藩蜂須賀家）屋敷、北側が鴻池家の宅地であった）、また鉾の再建のために資金を投じたために稚児を乗せるのに必要な費用も捻出が難しかった。このため木偶による人形稚児をもって稚児とする旨を願い出て「生き稚児を出せるまで、しばらくの間」許可された。かつて函谷鉾町の住人であった大仏師の七条左京に人形作成を依頼したが、七条左京も前例がなかったために考えあぐね、御所に参上した際に左大臣一条忠香に相談したところ、忠香の子である幼少の嘉多丸（かたまる、のちの一条実良。明治天皇の皇后昭憲皇太后の実兄にあたる）をモデルとすることが許可された。人形の完成後一条忠香は人形に「嘉多丸」と命名し（町では「嘉多丸君（かたまるぎみ）」と敬称している）、衣装や装飾品なども寄贈している。
なお，嘉多丸君は祭り期間は豪華な衣装を身にまとっているがそれ以外の七月十八日から翌年六月三十日(例年)の期間は普段着の振袖に着替えて休んでいる

## 主な装飾品
前掛け・見送り
- イサクに水を供するリベカ ： 16世紀のベルギーで織られたタペストリー（国の重要文化財）
- 金剛界礼懺文見送 ： 弘法大師筆と伝えられる紺地金泥[9]
- 「エジプト天空図」見送 ： 皆川泰蔵作。1980年（昭和55年）新調[9]
- 「モン・サン・ミッシェル」前掛 ：皆川泰蔵作。1998年（平成10年）寄贈[9]

水引
- 群鶏草花図 ： 山鹿清華作の手織錦[10]

胴掛
- 梅に虎文 ： 17世紀李氏朝鮮時代に造られた絨毯の胴懸け[11]
- 赤地花唐草文 ： ペルシア絨毯の胴懸け[11]
- 玉取獅子文 ： 中国絨毯の胴懸け[11]

その他の懸装品
- 鶏鴉図 ： 今尾景年筆の軒裏絵[12]